# メデューサの瞳 〜人を見抜く天才たち〜
『メデューサの瞳〜人を見抜く天才たち〜』（メデューサのひとみ ひとをみぬくてんさいたち）は、2007年4月4日から2008年3月26日までテレビ東京のスポパラ枠で毎週水曜日に放送されていたバラエティ番組である。

## 番組概要
この番組は2007年1月5日金曜日に単発で放送し、この特番が好評だったためレギュラー化した。初回は1時間スペシャル。
テレビ大阪では、同時間帯に自社制作の「P-1ゴールドラッシュ」の放送のためネットされていなかったが、2007年10月6日より毎週土曜24:55 - 25:25に遅れ放送されている。テレビ愛知は開始当初からネットせず、空いた24:43 - 24:53枠は自社製作の10分ミニ番組「シネマ'Sコープ」を放送していたが、2007年10月3日より同時ネットで放送されている。また、2007年8月29日22:00 - 23:18のスペシャルは通常時のネット局（後述、TKUを除く。）に加え、テレビ大阪、テレビ愛知、および独立UHF局のびわ湖放送、テレビ和歌山、岐阜放送で放送（スペシャルを放送する枠のうち、22時台はもともと「水曜ミステリー9」の後半部に相当することも関係している）。
レギュラー放送は終了したが、不定期に特番が放送されている。
概要洞察力のバラエティ番組。

## 出演者
司会
- 加藤浩次（極楽とんぼ）
- 大橋未歩（テレビ東京アナウンサー）

ナレーション
- 高乃麗

## スタッフ
- 構成：伊藤正宏 / 工藤ひろこ、鈴木工務店、内藤高淑
- リサーチ：野村直子・林裕一（ビスポ）、岩間丈倫（ニューズクリエイト）
- TD：田中圭介
- カメラ：谷口誠
- 音声：五十嵐公彦
- VE：鳥飼雄一
- 照明：大郷智広
- 美術：宇野純一
- 美術進行：森本士朗
- 大道具：亀山久雄
- 小道具：樋口光四郎
- アクリル装飾：八島貴広
- メイク：山田かつら
- タイトルロゴ：対比地一正
- ビジュアルフォーマット：松本哲也
- VTR編集：三井慎一郎、木村健児
- MA：長瀬貴広
- CG：VOXEL
- 音響効果：高取謙（KRエンタープライズ⇒thee BLUEBEAT）
- TK：竹島祐子
- 番宣：保科啓
- AD：水谷まなみ、廣池健二、齋籐航一郎
- AP：指田博俊
- ディレクター：久留島かほ里、須藤拓也、高野透矢、山口智也
- 演出：神山祐人
- プロデューサー：永井宏明
- 技術・美術協力：テクノマックス、テレビ東京アート、東宝舞台、テレフィット、ナカムラ綜美、CC Factory（旧TDKコア）、東京藤田工業
- 製作著作：テレビ東京

## ネット局
- テレビ東京（制作局）
- テレビ北海道
- テレビせとうち
- TVQ九州放送

2007年10月から放送を開始した局
- テレビ愛知
- テレビ大阪
- テレビ熊本
- テレビ新潟

特番のみになった局
- 北陸放送
- 山陰放送